# شهر پایدار

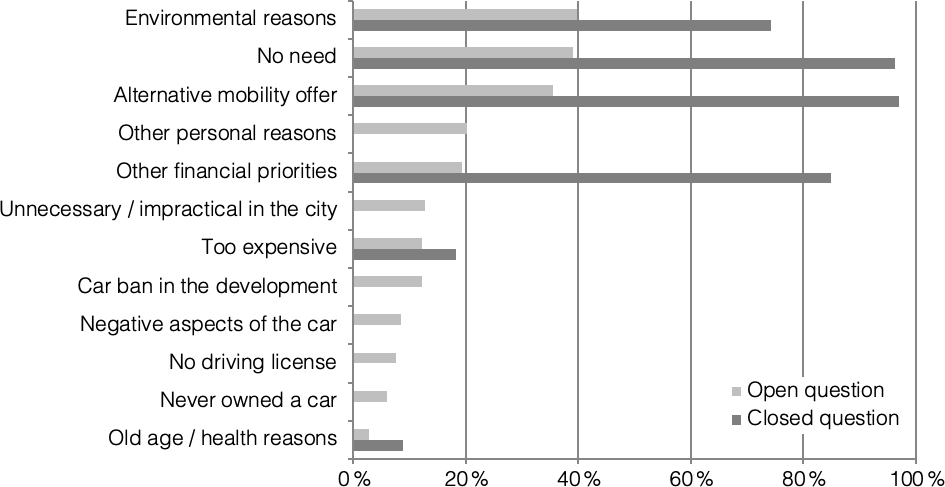
پرونده ای مقایسه انگیزه برای زندگی بی دغدغه

شهر پایدار (به انگلیسی: Sustainable city) یا شهر محیط زیستی به شهری گفته می‌شود که در این شهرها مصرف انرژی، آب و منابع تجدید ناپذیر در حداقل ممکن است. مردم ساکن در اینگونه شهرها کمترین میزان مصرف انرژی، آب و اتلاف مواد غذایی و گرما را دارند. در نتیجه آلودگی آب و هوا و تولید گازهایی مضر مانند متان یا CO2 بسیار پایین است. اصطلاح شهر پایدار را آقای ریچارد رجیستر برای نخستین بار در کتاب خودش تحت عنوان «ساختن شهرها برای آینده ای سالم» در سال ۱۹۸۷ مبحث شهر پایدار را مطرح نمود. بعدها معمارانی چون پل اف دونتون شرکتی تأسیس کرد که هدفش طراحی اینگونه شهرها بود. شهر پایدار بایست به گونه ای اداره گردد که کمترین وابستگی به محیط پیرامون خود و منابع آن داشته باشد. به شکلی که انرژی مورد نیاز خود را از منابع و انرژی تجدیدپذیر (مانند انرژی خورشیدی و انرژی بادی) تأمین می‌نماید. کمترین فشار و رد پای زیست‌محیطی در پیرامون خود باقی می‌گذارد در نتیجه محیط زیست قادر خواهد بود تأثیرات مربوطه را مجدداً به‌طور طبیعی در مدت زمان کوتاه احیا نماید. از زمین استفاده مناسب برده شده و آلودگی‌های خاک به حداقل می‌رسد. پسماندهای حاصله از فعالیت‌های به‌طور صحیح مدیریت می‌گردد. از پسماندها با کمک ریزاندامگان کارآ (ای ام EM)، کمپوست تولید می‌شود و سایر پسماندهای غیرقابل بازیافت در یک فرایند تعریف شده تبدیل به انرژی می‌گردند. در نتیجه میزان سهم تأثیرگذاری شهر در تغییرات آب و هوایی به حداقل می‌رسد.
پروژه شهرکی Yiti با بیش از 1 میلیون متر مربع مساحت و دارای زیباترین بندرگاه و ساحل مسقط، منطقه ای بی نظیر برای اقامت، تجارت و سرمایه گذاری در عمان می باشد. منطقه بین المللی مسکونی یتی “Yiti International Residential Area” با بهترین مراکز درمانی و آموزشی، فضاهای باز و مسقف ورزشی، استخرهای متعدد، محل جشن و فستیوال، هتل های مجلل و رستورانهای با شکوه، پذیرای کسانیست که طالب آرامش و رفاه هستند.
دارای 1820 واحد مسکونی زیبا و بینظیر. جانمایی ویلاها و آپارتمانها با دقت و محاسبه کمال گرایانه انتخاب شده است.

## معماری
معماری پایدار شامل تمام مراحل ساخت، برنامه‌ریزی، ساخت و ساز و بازسازی می‌شود. طرح‌های پایدار سایت توسط معماران، طراحان، مهندسان، معماران، توسعه دهندگان، سیاستگذاران و دیگران برای هماهنگی توسعه و مدیریت زمین با طراحی پایدار استفاده می‌شود.

## انرژی
سقف هر خانه‌ای در این شهر مجهز به پنل‌های خورشیدی بر روی پشت بام‌ها می‌باشد.بصورت کلی انرژی های تجدید پذیر یکی از اصول ایجاد شهر پایدار می باشند. انرژی تجدید پذیر به گونه ای از انرژی می گویند که بتواند توسط طبیعت در مدت زمان کوتاهی ایجاد شود. به عبارتی منبع این گونه انرژی ها با سرعت قابل قبولی آنها را مجددا ایجاد می نماید.  این گونه از انرژی دقیقا در مقابل انرژی های تجدید ناپذیر قرار میگیرند. انرژی های تجدید ناپذیر بسیار کند بوده و زمان بسیار طولانی برای ایجاد آنها توسط طبیعت مورد نیاز است. سوخت های فسیلی از مهمترین گونه های این نوع منابع می باشند. مهمترین اشکال این گونه از منابع هزینه بالای آنها، آلاینده های زیست محیطی بالا و کملود اینگونه منابع در جهان و نگرانی از اتمام آنهاست. از مهمترین منابع انرژی های تجدید پذیر میتوان به انرژی خورشید، انرژی باد، انرژی هیدروالکتریک یا برق آبی، انرژی زمین گرمایی، انرژی جزر و مد و انرژی امواج اشاره نمود. یکی از مهمترین اصول برای ایجاد یک شهر پایدار، سعی برای استفاده از انرژی تجدید پذیر است. این امر علاوه بر فراهم نمودن منابع مورد نیاز برای ایجاد زندگی با کیفیت برای نسل امروز، اطمینان از وجود ذخایر و منابع کافی برای نسل آینده را نیز تضمین می نماید. با توجه به اهمیت انرژی های تجدید پذیر در ایجاد شهرهای پایدار به عنوان شهر های ایده آل برای زندگی بشر، بسیاری از کشور ها سعی در ایجاد سیاست های گوناگون برای رواج استفاده از انرژی های تجدید پذیر نموده اند. بسیاری از این سیاست ها به سرعت در کشورهای گوناگون بخصوص جهان اول و دوم در حال گسترش می باشد.